# Revigny-sur-Ornain
Revigny-sur-Ornain és un municipi francès situat al departament del Mosa i a la regió del Gran Est. L'any 2007 tenia 3.206 habitants.

## Demografia

### Població
El 2007 la població de fet de Revigny-sur-Ornain era de 3.206 persones. Hi havia 1.380 famílies, de les quals 504 eren unipersonals (228 homes vivint sols i 276 dones vivint soles), 360 parelles sense fills, 388 parelles amb fills i 128 famílies monoparentals amb fills.
La població ha evolucionat segons el següent gràfic:
Habitants censats

### Habitatges
El 2007 hi havia 1.552 habitatges, 1.405 eren l'habitatge principal de la família, 18 eren segones residències i 129 estaven desocupats. 906 eren cases i 597 eren apartaments. Dels 1.405 habitatges principals, 656 estaven ocupats pels seus propietaris, 607 estaven llogats i ocupats pels llogaters i 142 estaven cedits a títol gratuït; 52 tenien una cambra, 107 en tenien dues, 259 en tenien tres, 405 en tenien quatre i 582 en tenien cinc o més. 944 habitatges disposaven pel capbaix d'una plaça de pàrquing. A 685 habitatges hi havia un automòbil i a 413 n'hi havia dos o més.

### Piràmide de població
La piràmide de població per edats i sexe el 2009 era:
| Homes | Edats   | Dones |
| ----- | ------- | ----- |
| 0     | 95 o +  | 0     |
| 12    | 90 a 94 | 12    |
| 32    | 85 a 89 | 44    |
| 24    | 80 a 84 | 24    |
| 52    | 75 a 79 | 116   |
| 64    | 70 a 74 | 56    |
| 28    | 65 a 69 | 100   |
| 100   | 60 a 64 | 68    |
| 80    | 55 a 59 | 64    |
| 96    | 50 a 54 | 108   |
| 124   | 45 a 49 | 120   |
| 124   | 40 a 44 | 148   |
| 108   | 35 a 39 | 116   |
| 204   | 30 a 34 | 140   |
| 160   | 25 a 29 | 160   |
| 100   | 20 a 24 | 128   |
| 140   | 15 a 19 | 136   |
| 148   | 10 a 14 | 112   |
| 124   | 5 a 9   | 100   |
| 148   | 0 a 4   | 96    |

## Economia
El 2007 la població en edat de treballar era de 2.065 persones, 1.473 eren actives i 592 eren inactives. De les 1.473 persones actives 1.240 estaven ocupades (722 homes i 518 dones) i 233 estaven aturades (105 homes i 128 dones). De les 592 persones inactives 169 estaven jubilades, 172 estaven estudiant i 251 estaven classificades com a «altres inactius».

### Ingressos
El 2009 a Revigny-sur-Ornain hi havia 1.384 unitats fiscals que integraven 3.133,5 persones, la mediana anual d'ingressos fiscals per persona era de 15.203 €.

### Activitats econòmiques
Dels 150 establiments que hi havia el 2007, 11 eren d'empreses extractives, 5 d'empreses alimentàries, 1 d'una empresa de fabricació de material elèctric, 2 d'empreses de fabricació d'elements pel transport, 10 d'empreses de fabricació d'altres productes industrials, 8 d'empreses de construcció, 31 d'empreses de comerç i reparació d'automòbils, 9 d'empreses de transport, 10 d'empreses d'hostatgeria i restauració, 3 d'empreses d'informació i comunicació, 12 d'empreses financeres, 2 d'empreses immobiliàries, 13 d'empreses de serveis, 25 d'entitats de l'administració pública i 8 d'empreses classificades com a «altres activitats de serveis».
Dels 38 establiments de servei als particulars que hi havia el 2009, 1 era una gendarmeria, 1 oficina de correu, 5 oficines bancàries, 5 tallers de reparació d'automòbils i de material agrícola, 1 taller d'inspecció tècnica de vehicles, 1 autoescola, 3 guixaires pintors, 2 fusteries, 1 lampisteria, 5 perruqueries, 2 veterinaris, 8 restaurants, 1 agència immobiliària, 1 tintoreria i 1 saló de bellesa.
Dels 13 establiments comercials que hi havia el 2009, 2 eren supermercats, 1 un supermercat, 1 una botiga de més de 120 m², 3 fleques, 1 una fleca, 1 una peixateria, 1 una sabateria i 3 floristeries.
L'any 2000 a Revigny-sur-Ornain hi havia 8 explotacions agrícoles.

## Equipaments sanitaris i escolars
El 2009 hi havia 2 psiquiàtrics, 2 farmàcies i 2 ambulàncies.
El 2009 hi havia 2 escoles maternals i 2 escoles elementals. Revigny-sur-Ornain disposava d'un col·legi d'educació secundària amb 292 alumnes.

## Poblacions més properes
El següent diagrama mostra les poblacions més properes.